# Hermenegild Jireček

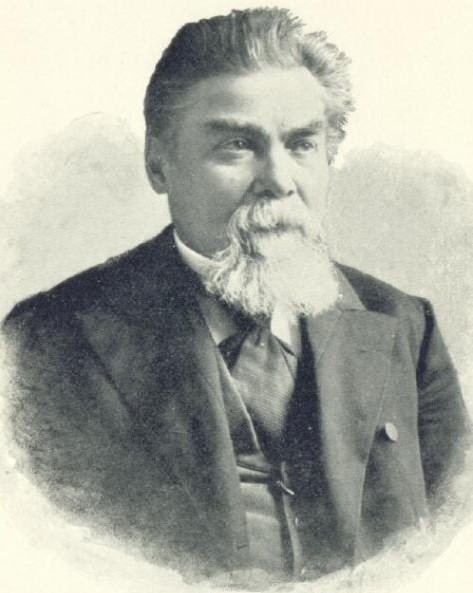

Hermenegild Jireček Ritter von Samokov, född 13 april 1827 i Hohenmauth, död där 29 december 1909, var en tjeckisk rättshistoriker; bror till Josef Jireček.
Jireček blev 1855 juris doktor i Graz på avhandlingen Über Eigenthumsverletzungen und deren Rechtsfolgen nach dem altböhmischen Recht, inträdde i kultusministeriets tjänst och fick, efter ett arbete om slavisk rätt i Böhmen och Mähren (tre delar, 1863-72; tysk omarbetning "Das Recht in Böhmen und Mähren geschichtlich dargestellt", 1865-66), kallelse till professur i Zagreb och Warszawa; men hans utnämning till professor vid Karlsuniversitetet i Prag strandade på de tyska professorernas motstånd. Åren 1874-77 var han kronprins Rudolfs lärare i tjeckiska språket och litteraturen. År 1867 började han utge "Codex juris bohemici", ett arbete om den böhmiska författningen på 1500-talet (Zřizení zemská královstvi českého XVI. věku, 1881), en samling slaviska lagar "Svod zákonŭv slovanských", 1880), Antiquæ Boemiæ usque ad exitum sæculi XII. topographia historica (1893), Unser Reich vor 2000 Jahren (1894) och Unser Recht zur Zeit der Geburt Christi (1896).